# Porta Pretoria (Aosta)
La Porta Pretoria o Porta pretoriana (in latino Porta Prætoria, in francese, Porte(s) prétorienne(s)) è la porta cittadina di ingresso orientale della città romana di Augusta Prætoria Salassorum (oggi Aosta).

## Storia
Costruita nel 25 a.C., si trova tuttora in eccellente stato di conservazione ed è formata da due serie di archi - uno maggiore centrale e due minori laterali - che racchiudono una piazza d'armi. Su entrambi gli archi sono visibili i camminatoi delle sentinelle.
L'arco centrale, che misura circa 7 metri di luce, era destinato al passaggio dei carri, mentre i due laterali, larghi 2,65 metri, a quello dei pedoni. I tre varchi orientali erano un tempo chiusi da cancelli levatoi. Le due torri difensive a base rettangolare sono state rimaneggiate nel corso del tempo; quella settentrionale in modo più evidente, mentre quella meridionale conserva ancora intatte alcune caratteristiche architettoniche romane. Nel medioevo venne costruita una cappella alla sommità dell'arco centrale orientale, menzionata sin dal XII secolo, sotto la quale si trovava un forno per la cottura del pane. I segni scuri sulla pietra testimoniano ancora oggi della presenza di questo forno.
La Porta Pretoria è costituita da blocchi di pietra fissati con ardesia frantumata estratta dal fondale della Dora Baltea che nell'età romana ne era ricca.
Nel 2012 è stata avviata una campagna di scavi, terminata nel 2013, per portare alla luce l'originale pavimentazione dell'epoca di costruzione, posta a circa 2,5 metri sotto l'attuale livello stradale. Il suolo è stato sostituito con dei ponti per permettere di vedere l'altezza originale.

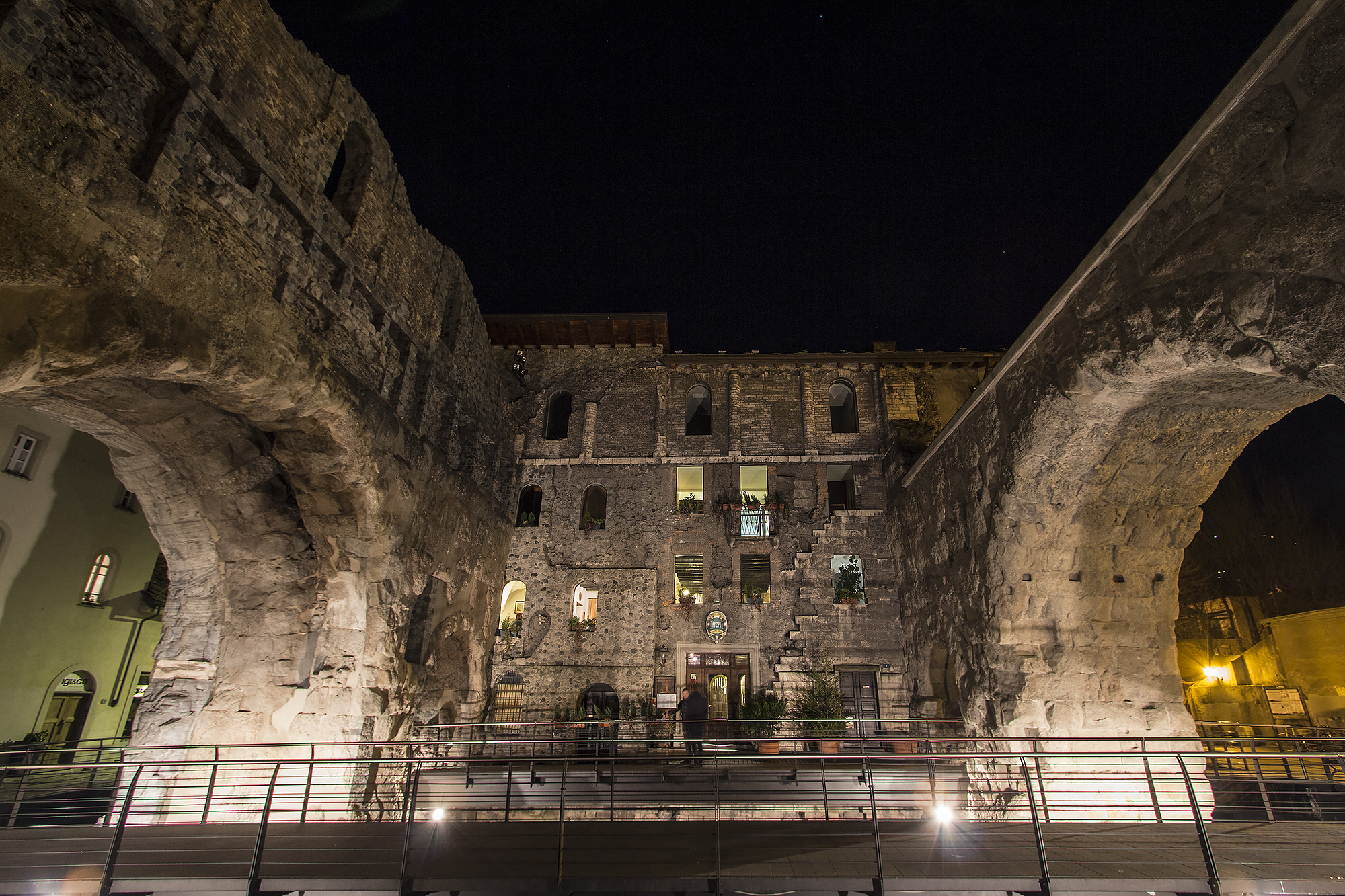
L'interno.
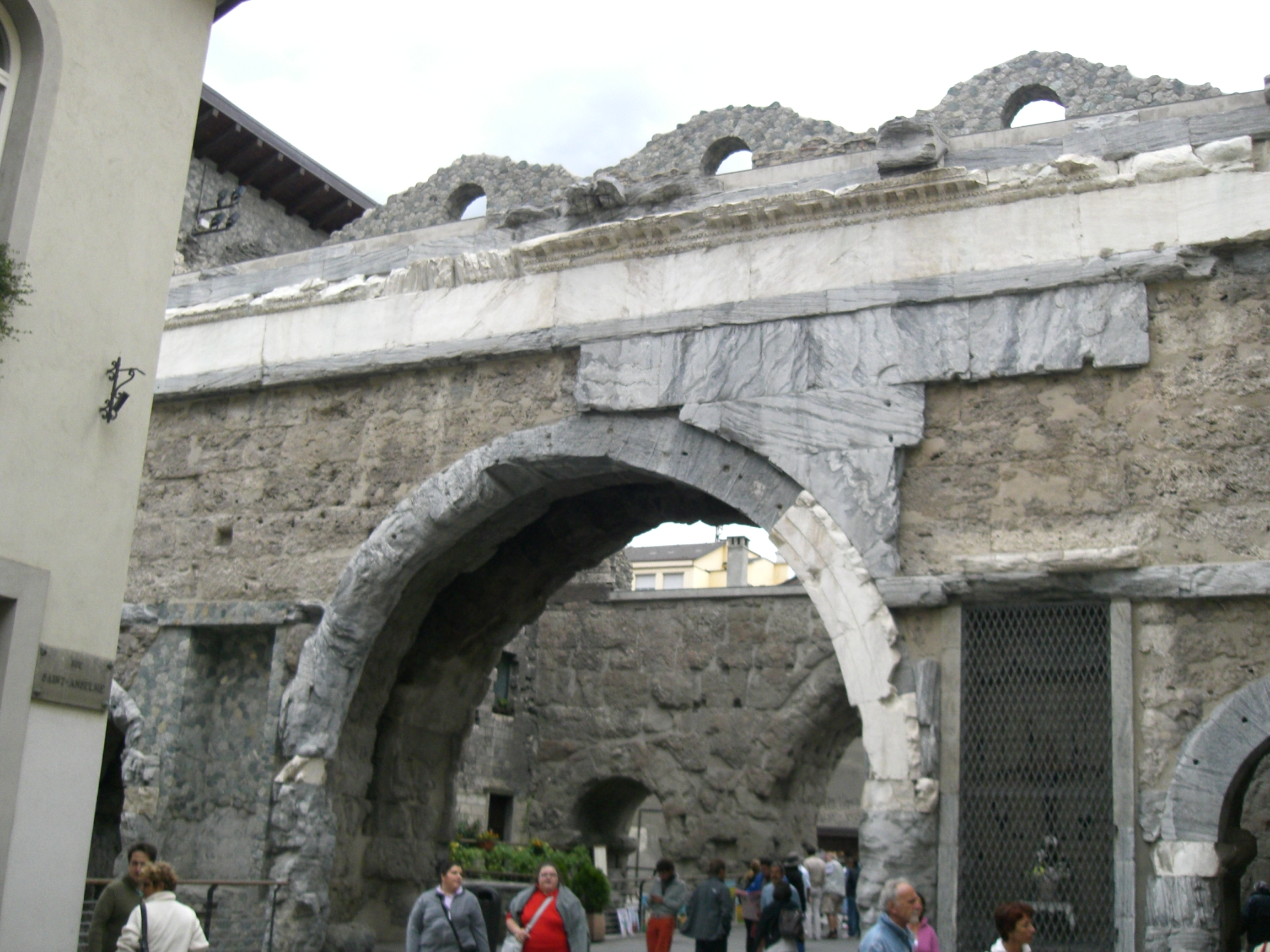
La facciata principale.
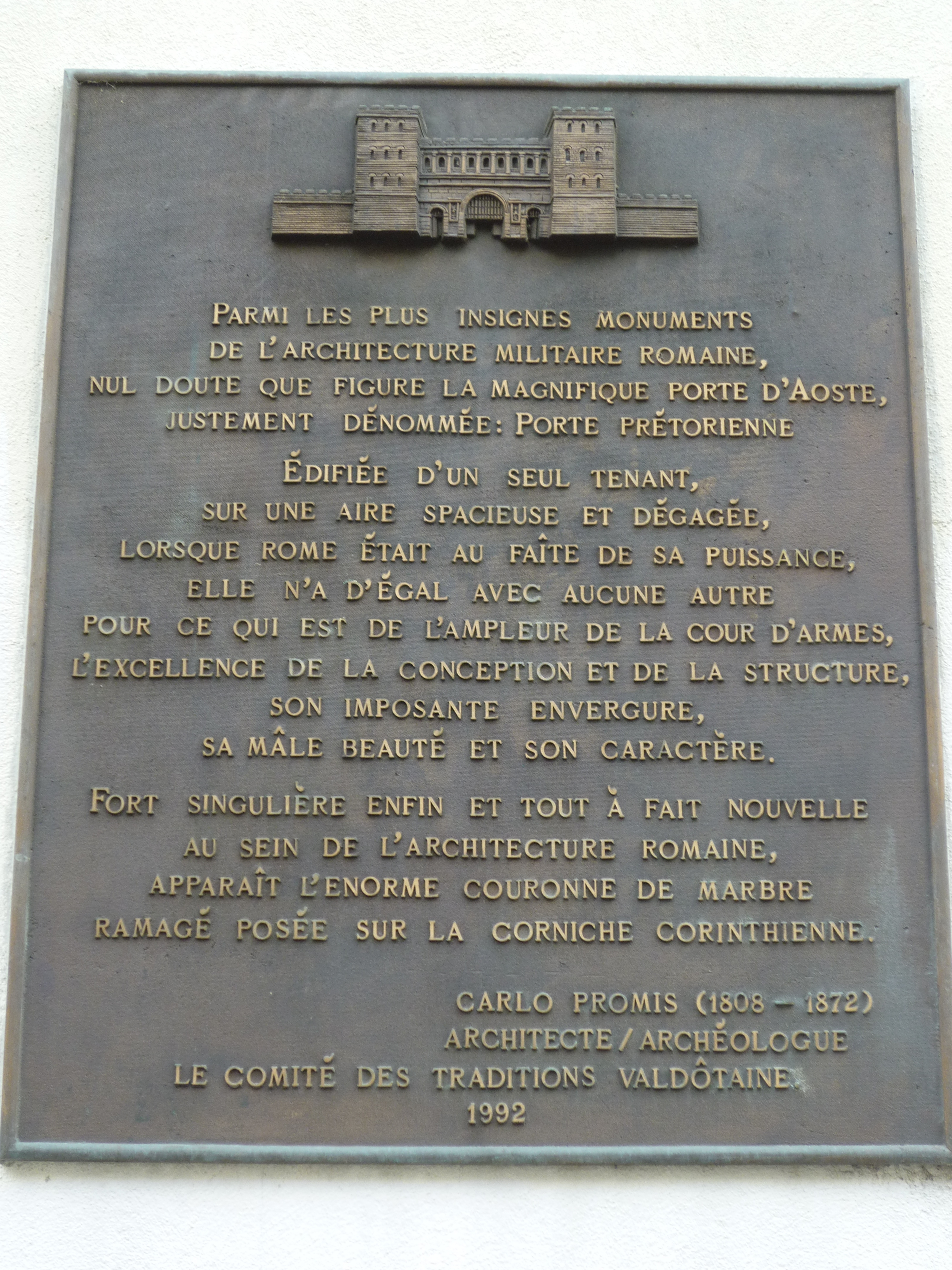
Targa in onore della porta pretoriana.
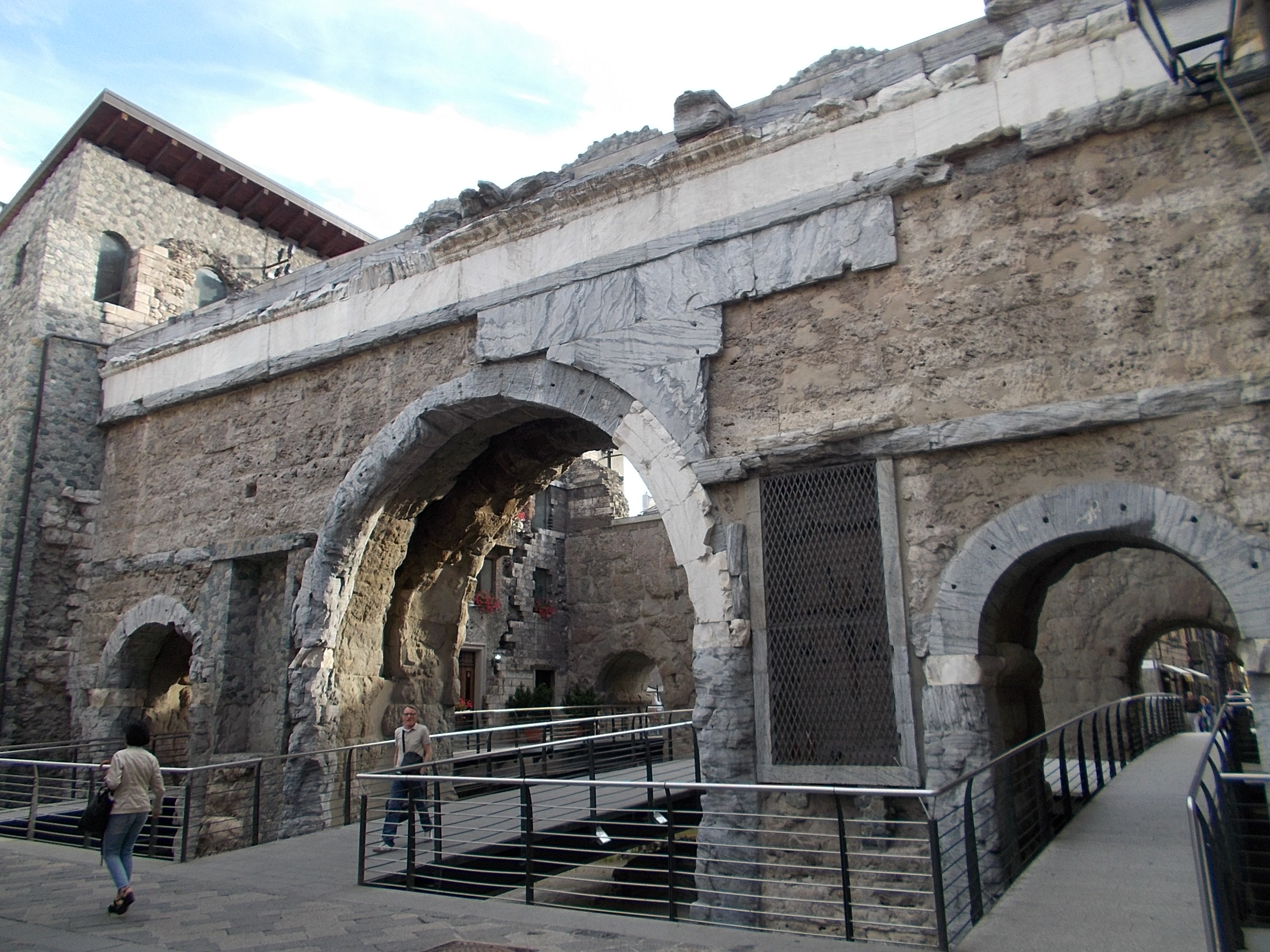
La porta dopo i lavori di ristrutturazione.